# Pavel Chumachenko
Pavel Chumachenko (Rusia, 5 de abril de 1971) es un atleta ruso especializado en la prueba de lanzamiento de peso, en la que consiguió ser medallista de bronce europeo en pista cubierta en 2002.

## Carrera deportiva
En el Campeonato Europeo de Atletismo en Pista Cubierta de 2002 ganó la medalla de bronce en el lanzamiento de peso, llegando hasta los 20.30 metros, tras el español Manuel Martínez (oro con 21.26 metros que fue récord nacional de España) y el danés Joachim Olsen (plata con 21.23 metros).